# 1848 Delvaux
Delvaux (asteróide 1848) é um asteróide da cintura principal, a 2,7501638 UA. Possui uma excentricidade de 0,0420368 e um período orbital de 1 776,67 dias (4,87 anos).
Delvaux tem uma velocidade orbital média de 17,5787452 km/s e uma inclinação de 1,44182º.
Esse asteróide foi descoberto em 18 de Agosto de 1933 por Eugène Delporte.